# Hans Habe
Békessy János (Hans Habe) (Budapest, 1911. február 12. – Locarno, 1977. szeptember 30.) író, újságíró, Békessy Imre újságíró fia.

## Élete
1920-ban került családjával Bécsbe. Érettségi után, 1931-től a Bécsi Egyetemen német-filológiát, majd Heidelbergben jogot tanult. Újságírói pályája 1929-ben kezdődött Bécsben a Wiener Sonn und Montagszeitungnál riporterként. Itt használta először a Hans Békessy kezdőbetűiből alkotott Habe nevet. Bécsi tudósítója volt magyar lapoknak, gyakran járt Budapesten. 1934-ben Genfben a Genève Presse Service kiadótulajdonosa és szerkesztője volt. 1935-1936 között népszövetségi tudósítója volt a Prager Tageblattnak és a Neue Wiener Journalnak. Első regénye: Drei über die Grenze 1937-ben jelent meg. 1940-1945 között az USA-ban élt. 1944-ben a Radio Luxemburg és a 12. Amerikai Hadsereg Hangja rádió igazgatója volt. Európába a háború befejezése után mint az amerikai hadsereg sajtótisztje tért vissza. Németországban a Neue Zeitung (1945-1946), majd a Münchener Illustrierte, a Sonntagszeitung és az Echo der Woche főszerkesztője volt. 1970-től a Welt am Sontag hírmagyarázója volt. Az 1960-as évektől Svájcban, Asconában lakott feleségével, Balla Lici színésznővel. 38 regénye jelent meg, a legtöbbje világnyelvekre fordítva is. A Küldetés című regényéből Szántó Erika rendezésében film készült Budapesten Küldetés Evianba címmel. Regényei sorra jelennek meg magyar fordításban.

## Főbb művei
- Hárman a határon át. Hontalanok regénye (németből fordította Lorsy Ernő, Budapest, 1937)
- Walk in Darkness (regény, New York, 1948)
- Ich stelle mich, meine Lebensgeschichte (emlékirat, Wien-München-Basel, 1954)
- Im Namen des Teufels (regény, Wien-München-Basel, 1956)
- Die Tarnowska (regény, Wien-München-Basel, 1962)
- Halál Texasban (riportregény, németből fordították, Budapest, 1964, 2007)
- A küldetés (riportregény, németből fordították, Budapest, 1966, 1987)
- Ha elesnek mellőled ezeren… (dokumentumregény, németből fordították, Budapest, 1969)
- Mint hajdan Dávid (riportregény, németből fordították, Tel-Aviv, 1972)
- Palazzo (regény, Olten-Freiburg, 1975)
- Das Leben für den Journalismus
  - I. Reportagen und Gespräche
  - II. Meilensteine
  - III. Artikelund Glossen
  - IV. Redenund Antworten (München-Zürich, 1976)
- Ungarischer Tanz (regény, posztumusz, München-Berlin, 1983)
- Kathrin - vagy az elveszett tavasz (K. u. K., Budapest, 2002)
- Magyar tánc (regény, K. u. K. Budapest, 2003)
- Apák vétke (regény, K.u.K., Budapest, 2002)
- Tiltott övezet (Németország megszállásának regénye, K.u.K., Budapest, 2007)
- Ilona (regény, K.u.K. Budapest, 1998)
- A háló (regény, K.u. K. Budapest, )
- Palota Velencében (regény, K. u. K. Budapest, 2002)
- Az ördög ügynöke (regény, K. u. K., Budapest, 2000)
- Tarnovszka grófnő (regény, K. u. K. Budapest, 1999)

- Ahová tartozunk (regény. K. u. K. Budapest,, 2020)
- Visszanézve (önéletrajzi regény. K. u. K. Budapest, 2022)